# Tarachidia virginalis
Tarachidia virginalis là một loài bướm đêm trong họ Noctuidae.